# Großmürbisch
Großmürbisch es una localidad situada en el distrito de Güssing, estado de Burgenland, Austria. Tiene una población estimada, a inicios de 2022, de 233 habitantes.